# Zmarli w lutym 2017

## Luty 2017
- 28 lutego
  - Andrzej Ambrozik – polski inżynier mechanik, profesor nauk technicznych[1]
  - Leoncjusz Ciuciura – polski kompozytor muzyki współczesnej[2]
  - Józef Drążkiewicz – polski malarz, profesor Uniwersytetu Artystycznego w Poznaniu[3]
  - Romuald Dziewięcki – polski działacz motoryzacyjny, kawaler Orderu Odrodzenia Polski[4]
  - Mieczysław Nowakowski – polski dyrygent i pedagog[5]
  - Władimir Pietrow – rosyjski hokeista[6]
  - Antônio Ribeiro de Oliveira – brazylijski duchowny katolicki, arcybiskup[7]
  - Nina Stano – polska śpiewaczka i pedagog[8]
  - Wera Sztabowa – polska dziennikarka i publicystka[9]
  - Elisabeth Waldheim – austriacka pierwsza dama[10]
- 27 lutego
  - Zvjezdan Cvetković – chorwacki piłkarz[11]
  - Leokadia Kłyszejko-Stefanowicz – polski biolog, prof. zw. dr hab.[12][13]
  - Ignacy Ordon – polski piłkarz, trener[14]
  - Carlos Humberto Romero – salwadorski polityk, prezydent w latach 1977–1979[15]
  - Alex Young – szkocki piłkarz[16]
  - Eva María Zuk – meksykańska pianistka polskiego pochodzenia[17]
- 26 lutego
  - Lester Randolph Ford Jr. – amerykański matematyk[18]
  - Eugene Garfield – amerykański językoznawca i biznesmen[19]
  - Ned Garver – amerykański baseballista[20]
  - Abu al-Kair al-Masri – egipski terrorysta, wysoki rangą dowódca Al-Kaidy[21]
  - Gerald Kaufman – brytyj ski polityk[22]
  - Leon Krysiński – polski samorządowiec i działacz partyjny, naczelnik (1986–1990) i burmistrz Brodnicy (2002–2006)[23]
  - Andrzej Laszczka – polski zootechnik[24]
  - Henryk Żebrowski – polski inżynier, profesor Politechniki Wrocławskiej[25]
- 25 lutego
  - Neil Fingleton – brytyjski aktor i koszykarz[26]
  - Józef Gościej – polski nauczyciel, regionalista i publicysta[27]
  - Zbigniew Laudański – polski agronom, prof. dr hab.[28][29]
  - Mieczysław Norberczak – polski uczestnik powojennego podziemia antykomunistycznego, kawaler orderów[30]
  - Elli Norkett – walijska zawodniczka rugby union[31]
  - Zbigniew Pawlicki – polski muzykolog, publicysta, popularyzator muzyki i organizator życia muzycznego[32]
  - Bill Paxton – amerykański aktor, okazjonalnie reżyser, producent i scenarzysta filmowy[33]
- 24 lutego
  - Gustaw Lutkiewicz – polski aktor i piosenkarz[34]
  - Marek Płoza-Doliński – polski plakacista[35]
- 23 lutego
  - Ryszard Bojar – polski artysta plastyk[36]
  - François Chirpaz – francuski filozof i tłumacz[37]
  - Zygmunt Duda – polski animator kultury, regionalista i publicysta[38]
  - Alfonso de Jesús Hinojosa Berrones – meksykański duchowny katolicki, biskup[39]
  - Derek Ibbotson – brytyjski lekkoatleta, średnio i długodystansowiec[40]
  - Sabine Oberhauser – austriacka lekarka, działacz związkowa, polityk, minister zdrowia[41]
  - Horace Parlan – amerykański pianista i kompozytor jazzowy[42]
  - Piotr Piaskowski – polski reżyser[43]
  - Krzysztof Rutkowski – polski piosenkarz gatunku disco polo[44]
  - David Waddington – brytyjski prawnik, polityk, minister[45]
  - Leon Ware – amerykański wokalista, tekściarz i producent muzyczny[46]
- 22 lutego
  - Peter Corterier – niemiecki polityk i prawnik, parlamentarzysta krajowy i europejski[47]
  - Ricardo Dominguez – meksykański bokser[48]
  - Fritz Koenig – niemiecki rzeźbiarz[49]
  - Nikos Koundouros – grecki reżyser filmowy[50]
  - Aleksiej Pietrienko – rosyjski aktor[51]
  - Kazimierz Robakowski – polski historyk, dr hab.[52][53]
  - Tadeusz Sulikowski – polski inżynier, działacz polityczny i środowiska działkowców[54]
- 21 lutego
  - Kenneth Arrow – amerykański ekonomista, laureat nagrody Banku Szwecji im. Alfreda Nobla w dziedzinie ekonomii (1972)[55]
  - Desmond Connell – irlandzki duchowny katolicki, arcybiskup Dublina, kardynał[56]
  - Frank Delaney – irlandzki powieściopisarz i dziennikarz[57]
  - Benon Frąckowski – polski przewodnik i publicysta[58]
  - Bengt Gustavsson – szwedzki piłkarz[59]
  - Mirosław Hrynkiewicz – polski pieśniarz, autor tekstów i kompozytor oraz architekt[60][61]
  - Jolanta Klimowicz – polska dziennikarka, reportażystka i publicystka, żona Edmunda Jana Osmańczyka[62]
  - Janusz Pajączkowski – polski działacz podziemia niepodległościowego w czasie II wojny światowej, kawaler orderów[63]
  - Stanisław Skrowaczewski – polski kompozytor, dyrygent[64]
- 20 lutego
  - Witalij Czurkin – rosyjski dyplomata[65]
  - Adam Antoni Janiak – polski informatyk, profesor Politechniki Wrocławskiej[66][67]
  - Marian Łohutko – polski prozaik, autor sztuk scenicznych i słuchowisk[68]
  - Jerzy Waczyński – polski dziennikarz[69][70]
- 19 lutego
  - Halaevalu Mataʻaho ʻAhomeʻe – królowa Tonga[71]
  - Larry Coryell – amerykański gitarzysta jazzowy, jeden z pionierów jazz-rocka[72]
  - Joaquín Roberto González Martínez – polsko-meksykański geograf latynoamerykanista, prof. dr hab.[73]
  - Jan Kudła – polski uczestnik II wojny światowej oraz powojennego podziemia antykomunistycznego[74]
  - Andrzej Kulczyński – polski Trener lekkoatletyki[75]
  - Kaci Kullmann Five – norweska politolog, polityk, minister, przewodnicząca Norweskiego Komitetu Noblowskiego[76]
  - Wincenty Myszor – polski duchowny katolicki, profesor nauk humanistycznych, koptolog[77]
  - Marian Smajek – polski zawodnik i działacz kajakarski, 6-krotny medalista Mistrzostw Polski[78]
  - Igor Szafariewicz – rosyjski matematyk[79]
  - Tadeusz Przemysław Szafer – polski architekt i urbanista, historyk sztuki[80]
  - Danuta Szaflarska – polska aktorka[81]
  - Małgorzata Wilska – polski historyk, profesor nadzwyczajny UKSW[82][83]
- 18 lutego
  - Umar Abd ar-Rahman – amerykańsko-egipski działacz muzułmański, duchowy lider Al-Gama'a al-Islamiyya[84]
  - Witold Adamek – polski operator filmowy, reżyser i scenarzysta[85]
  - Piotr Jachowicz – polski historyk gospodarczy, profesor nadzwyczajny Szkoły Głównej Handlowej w Warszawie[86]
  - Erland Kops – duński badmintonista[87]
  - Józef Marek – polski pułkownik, działacz kombatancki i samorządowy[88]
  - Norma McCorvey – amerykańska działaczka pro-choice, a następnie pro-life[89][90]
  - Michael Ogio – papuański polityk, minister, gubernator generalny[91]
  - Halina Sikorska-Tomicka – polska chemiczka, profesor nauk chemicznych[92]
  - Clyde Stubblefield – amerykański perkusista funk, R&B i soul, znany ze współpracy z Jamesem Brownem[93]
  - Daniel Vickerman – australijski rugbysta[94]
  - Jaroslav Zemánek – polski i czeski matematyk[95]
- 17 lutego
  - Charles L. Bartlett – amerykański dziennikarz[96]
  - Warren Frost – amerykański aktor[97]
  - Börge Hellström – szwedzki pisarz[98]
  - Henryka Jóźwik – polska lekkoatletka, biegaczka średniodystansowa[99]
  - Robert Henry Michel – amerykański polityk[100]
  - Michael Novak – amerykański politolog, ekonomista i teolog[101]
  - Nadieżda Olizarenko – radziecka lekkoatletka biegająca na dystansie 800 m[102]
  - Tom Regan – amerykański filozof specjalizujący się w teorii praw zwierząt[103]
  - Peter Skellern – brytyjski piosenkarz, pianista i autor piosenek[104]
  - Nikola Stajković – austriacki zawodnik skoków do wody, pięciokrotny uczestnik igrzysk olimpijskich[105]
  - George Steele – amerykański wrestler[106]
  - Thomas Sweeney – australijski rugbysta[107]
  - Ep Wieldraaijer – holenderski polityk i samorządowiec, deputowany krajowy i europejski[108]
  - Marko Veselica – chorwacki polityk[109]
- 16 lutego
  - Nicole Bass – amerykańska kulturystka, wrestlerka, aktorka[110]
  - Dick Bruna – holenderski autor książek dla dzieci[111]
  - Janusz Kowalski – polski architekt, dziennikarz i regionalista[112]
  - Osmond Martin – belizeński biskup katolicki[113]
  - Tadeusz Podsiadło – polski śpiewak operowy (bas)[114][115]
  - Józef Poteraj – polski pisarz[116]
- 15 lutego
  - Antoni Rogoza – polski piłkarz[117]
  - Tadeusz Świętochowski – polski historyk, badacz dziejów Kaukazu[118]
  - Mieczysław Włodyka – polski przedsiębiorca i polityk, senator RP II i III kadencji (1991–1997)[119]
- 14 lutego
  - Gianuario Carta – włoski polityk i prawnik, minister marynarki handlowej (1983–1986)[120]
  - Cipriano Chemello – włoski kolarz szosowy i torowy[121]
  - Adrien Duvillard – francuski narciarz alpejski, ojciec Adriena Duvillarda Juniora[122]
  - Paweł Głombik – polski wiolonczelista, prof. dr hab.[123][124]
  - Ríkharður Jónsson – islandzki piłkarz[125]
  - Helena Mołoń – polska śpiewaczka operowa, związana z gdańską operą[126]
  - Roman Pampuch – polski specjalista inżynierii materiałowej, profesor nauk technicznych[127]
  - Hans Trass – estoński ekolog, botanik[128]
- 13 lutego
  - Trish Doan – kanadyjska gitarzystka basowa, członkini zespołu Kittie[129]
  - Kim Dzong Nam – północnokoreański urzędnik, najstarszy syn Kim Dzong Ila[130]
  - Jan Grabowski – polski żużlowiec[131]
  - Anna Międzobrodzka – polska fizjolog żywienia, profesor nauk rolniczych[132]
  - Hanna Przewłocka – polska chemik, prof. dr hab.[133][134]
  - Tony Särkkä – szwedzki muzyk i wokalista, członek zespołu Abruptum[135]
  - Seijun Suzuki – japoński reżyser filmowy[136]
- 12 lutego
  - Sam Arday – ghański trener piłkarski[137]
  - Jay Bontatibus – amerykański aktor[138]
  - Barbara Carroll – amerykańska pianistka jazzowa[139]
  - Teresa Dzieduszycka (Thérèse Douchy) – polska tłumaczka literatury polskiej na język francuski[140]
  - Al Jarreau – amerykański wokalista jazzowy[141]
  - Sione Lauaki – nowozelandzki rugbysta[142]
  - Zofia Łęgowik – polska inżynier chemik, poseł na Sejm PRL V, VI i VII kadencji[143]
  - Albert Malbois – francuski duchowny katolicki, biskup[144]
  - Clint Ronald Roberts – amerykański polityk[145]
  - Marek Serafiński – polski reżyser, scenarzysta i autor oprawy plastycznej filmów animowanych[146]
  - Krystyna Sienkiewicz – polska aktorka[147]
- 11 lutego
  - Tadeusz Depukat – polski inżynier, działacz i urzędnik samorządowy[148]
  - Grzegorz Domański – polski prawnik, radca prawny, profesor nadzwyczajny Uniwersytetu Warszawskiego[149]
  - Stefania Górz-Kardaszewicz – polska lekarka, dr hab. n. med.[150][151]
  - Chavo Guerrero Sr. – amerykański wrestler[152]
  - Wasilij Kudinow – rosyjski piłkarz ręczny[153]
  - Bogdan Kunicki – polski socjolog, prof. dr hab.[154]
  - Ryszard Mańka – polski bokser[155]
  - Fab Melo – brazylijski koszykarz[156]
  - Felipe Sánchez-Cuenca Martínez – hiszpański polityk i architekt, senator, eurodeputowany II kadencji (1986–1987)[157]
  - Jirō Taniguchi – japoński twórca i ilustrator mang[158]
  - Henadij Worobjow – ukraiński generał-pułkownik[159]
  - Jacek Zaremba – polski dziennikarz i działacz opozycji demokratycznej w okresie PRL[160]
  - Jozef Zlatňanský – słowacki duchowny katolicki, arcybiskup[161]
- 10 lutego
  - Wiesław Adamski – polski artysta rzeźbiarz[162]
  - Edward Bryant(inne języki) – amerykański pisarz science fiction[163]
  - Tony Davis – brytyjski piosenkarz folkowy[164]
  - Maria Dmochowska – polska polityk, lekarka i urzędnik państwowy, wiceprezes Instytutu Pamięci Narodowej[165]
  - Piet Keizer – holenderski piłkarz[166]
  - Witold Mierzyński – polski aktor[167]
  - Hal Moore – amerykański dowódca wojskowy, uczestnik wojny w Wietnamie, jeden z dowódców w trakcie bitwy w dolinie Ia Đrăng[168]
  - Władysław Janusz Obara – polski poeta, prozaik, felietonista[169]
  - Zofia Olszewska – polski dermatolog, prof. dr hab.[170]
  - Jurij Pojarkow – radziecki siatkarz, trzykrotny medalista olimpijski[171]
  - Józef Prończuk – polski agronom, prof. zw. dr[172][173]
  - Marian Sobkowiak – polski działacz podziemia niepodległościowego w czasie II wojny światowej, kawaler orderów[174]
  - Krzysztof Tronczyński – polski lekarz i urzędnik, podsekretarz stanu w Ministerstwie Zdrowia[175]
- 9 lutego
  - Serge Baguet – belgijski kolarz[176]
  - Claude Geffré – francuski teolog i dominikanin[177]
  - Ireneusz Wilk – polski fizyk, kawaler orderów[178][179]
- 8 lutego
  - Jan Bandurski – polski działacz podziemia niepodległościowego w czasie II wojny światowej, kawaler orderów[180]
  - Wiktor Czanow – ukraiński piłkarz[181]
  - Georges El-Murr – libański duchowny katolicki Kościoła melchickiego, arcybiskup[182]
  - Izydor Gencza – polski działacz podziemia niepodległościowego w czasie II wojny światowej[183]
  - Józef Judycki – polski specjalista budowy dróg, prof. dr hab. inż.[184][185]
  - Michał Nowik – polski wydawca i fotograf[186]
  - Peter Mansfield – brytyjski fizyk, laureat Nagrody Nobla w dziedzinie medycyny[187]
  - Patrick Mutume – zimbabweński duchowny katolicki, biskup[188]
  - Mohamud Muse Hersi – somalijski polityk, prezydent Puntlandu (2005–2009)[189]
  - Steve Sumner – nowozelandzki piłkarz[190]
  - Michaił Tołstych – ukraiński dowódca wojskowy związany z Doniecką Republiką Ludową, uczestnik wojny w Donbasie[191]
  - Andrzej Tomczak – polski historyk, archiwista, w czasie II wojny światowej działacz ZWZ[192]
  - Rina Matsuno – japońska piosenkarka, aktorka i modelka, członkini zespołu Shiritsu Ebisu Chugaku[193]
- 7 lutego
  - Svend Asmussen – duński skrzypek jazzowy[194]
  - Sotsha Dlamini – suazyjski polityk, premier w latach 1986–1989[195]
  - Isma’il Hamdani – algierski polityk, premier w latach 1998–1999[196]
  - Richard Hatch – amerykański aktor[197]
  - Stanisław Konopacki – polski europeista, profesor nadzwyczajny UŁ i UKSW[198][199]
  - Luis Alberto Luna Tobar – ekwadorski duchowny katolicki, arcybiskup[200]
  - Hans Rosling – szwedzki naukowiec, profesor zdrowia międzynarodowego w Instytucie Karolinska[201]
  - Julian Simonjetz – polski funkcjonariusz OSP, kawaler orderów, Honorowym Obywatelem Gminy Zabór[202]
  - Tomasz Śpiewak – polski kompozytor i aranżer[203]
  - Tzvetan Todorov – bułgarski filozof[204]
  - Włodzimierz Wittek – polski architekt wnętrz, profesor sztuk pięknych[205][206]
  - Elżbieta Wojciechowska – polska aktorka[207]
- 6 lutego
  - Irwin Corey – amerykański komik i aktor[208]
  - José Gea Escolano – hiszpański duchowny katolicki, biskup[209]
  - Inge Keller – niemiecka aktorka[210]
  - Zbigniew Klewiado – polski przedsiębiorca, założyciel Sky Orunia[211]
  - Alec McCowen – brytyjski aktor[212]
  - Mariola Chomczyńska-Rubacha – polska pedagog, profesor Wydziału Nauk Pedagogicznych Uniwersytetu Mikołaja Kopernika w Toruniu[213]
  - Jakub Mames – polski specjalista w zakresie konstrukcji budowlanych, rektor Politechniki Lubelskiej w latach 1981–1982[214][215]
  - Jan Trembecki – polski fotoreporter[216]
  - Roger Walkowiak – francuski kolarz szosowy[217]
  - Joost van der Westhuizen – południowoafrykański rugbysta[218]
- 5 lutego
  - David Axelrod – amerykański kompozytor, aranżer i producent muzyczny[219]
  - Gila Goldstein – izraelska działaczka LGBT[220]
  - Luis Gómez-Montejano – hiszpański działacz piłkarski, prezes Realu Madryt (2006)[221]
  - Hanna Jarosz-Jałowiecka – polska dziennikarka[222]
  - Lino Manfrotto – włoski fotoreporter i przedsiębiorca, twórca marki Manfrotto[223]
  - Maciej Sobieszczański – polski specjalista w dziedzinie silników spalinowych, prof. dr hab. inż.[224]
  - Andrzej Romanowicz – polski sportowiec, działacz polonijny w RPA, kawaler orderów[225][226]
- 4 lutego
  - Neil Betts – australijski rugbysta[227]
  - Andrzej Krocin – polski stomatolog, wykładowca akademicki i publicysta[228]
  - Stanisław Milczanowski – polski inżynier, redaktor naczelny „Przemysłu Chemicznego”[229]
  - Halina Najder – polska tłumaczka literatury pięknej[230]
  - Gervase de Peyer – angielski klarnecista i dyrygent[231]
  - Andrzej Pogonowski – polski prawnik, wyróżniony tytułem Sprawiedliwy wśród Narodów Świata[232]
  - Janusz Jerzy Pysiak – polski chemik, prof. dr hab. inż.[233][234]
  - Gieorgij Taratorkin – radziecki i rosyjski aktor teatralny i filmowy[235]
  - Jan Waraczewski – polski muzyk i działacz muzyczny[236]
- 3 lutego
  - Dritëro Agolli – albański pisarz, dziennikarz[237]
  - Kazimierz Bacik – polski trener piłki ręcznej, działacz sportowy i samorządowy[238][239]
  - Carmelo Cassati – włoski biskup katolicki[240]
  - Franciszek Herzog – polski działacz harcerski, harcmistrz, publicysta[241]
  - Brygida Koehler – polski pediatra, prof. dr hab. n. med.[242][243]
  - Mykoła Romaniuk – ukraiński polityk[244]
  - Alex Young – szkocki piłkarz[245]
- 2 lutego
  - José Antonio Alonso – hiszpański prawnik, sędzia, polityk, minister spraw wewnętrznych oraz obrony[246]
  - Stefan Grzesikiewicz – polski działacz podziemia niepodległościowego w czasie II wojny światowej oraz działacz kombatancki[247]
  - Janusz Stanisław Keller – polski specjalista w dziedzinie fizjologii żywienia, prof. dr hab.[248][249]
  - Predrag Matvejević – chorwacki pisarz[250]
  - Shun’ichirō Okano – japoński piłkarz[251]
  - Jacek Samulski – polski dziennikarz sportowy[252]
  - Alicja Skarbińska-Zielińska – polska tłumaczka literatury angielskiej i amerykańskiej[253]
- 1 lutego
  - Lars-Erik Berenett – szwedzki aktor[254]
  - Albano Bortoletto Cavallin – brazylijski duchowny katolicki, arcybiskup[255]
  - Desmond Carrington – brytyjski aktor i prezenter radiowy[256]
  - Jacek Czajewski – polski kapitan żeglugi wielkiej, działacz żeglarski, prof. nzw. dr hab. inż.[257]
  - Robert Dahlqvist – szwedzki gitarzysta i wokalista[258][259]
  - Wanda Dziedzic – polska nauczycielka i działaczka emigracyjna, podsekretarz stanu w Rządzie RP na uchodźstwie[260]
  - Jadwiga Stankowska – polski fizyk, prof. zw. dr hab. inż.[261][262]
  - Edward Tipper – amerykański weteran II wojny światowej, kawaler orderów, jeden z bohaterów Kompania braci[263]
  - Étienne Tshisekedi – kongijski (zairski) polityk[264]
  - Jerzy Zachorowski – polski fizyk, prof. dr hab. inż.[265][266]
  - Tadeusz Zwiedryński – polski działacz opozycji demokratycznej w okresie PRL, kawaler orderów[267][268]